# Cleora meceoscia
Cleora meceoscia är en fjärilsart som beskrevs av Louis Beethoven Prout 1929. Cleora meceoscia ingår i släktet Cleora och familjen mätare. Inga underarter finns listade i Catalogue of Life.